# 동명초등학교 (전남)
동명초등학교는 대한민국 전라남도 순천시에 있는 공립 초등학교이다.

## 학교 연혁
- 1993. 11. 13 해촌국민학교 설립 인가
- 1995. 03. 01 상삼국민학교(상삼국민학교병설유치원) 설립
- 1995. 03. 24 개교식 거행
- 1996. 03. 01 동명초등학교로 개명, 특수학급 1학급 설치
- 2012. 02. 17 제17회 졸업 219명(졸업생 총수 3336명)
- 2013. 02. 19 제18회 졸업 237명(졸업생 총수 3582명)
- 2013. 09. 01 제8대 김대홍 교장 부임
- 2014. 02. 19 제19회 졸업 176명(졸업생 총수 3758명)

## 참고 자료
- 동명초등학교 - 한국교육학술정보원 학교알리미